# Fokker Rocks
Fokker Rocks är en kulle i Antarktis. Den ligger i Västantarktis. Nya Zeeland gör anspråk på området. Toppen på Fokker Rocks är 484 meter över havet.
Terrängen runt Fokker Rocks är platt åt nordväst, men åt sydost är den kuperad.  Trakten är obefolkad. Det finns inga samhällen i närheten. 